# Surprise Party
Pour les articles homonymes, voir Surprise-partie (homonymie).
Pour plus de détails, voir Fiche technique et Distribution.
Surprise Party est un film français réalisé par Roger Vadim et sorti en 1983.

## Synopsis
Dans les années 1950, à Amboise, à la suite du pari qu’elle obtiendrait son bac, la jeune Anne Lambert provoque l’émoi dans les familles à cause de la parution, dans la presse locale, de sa photo prise en compagnie de sa copine Marie-Jo dans le lit d’Henri IV au Château de Chenonceau ! Les jeux de l’amour d’Anne et de ses copains vont s’intensifier avec de nouvelles arrivées affriolantes dans la petite ville : le beau Christian Bourget et sa séduisante mère Lisa…

## Fiche technique
- Titre original : Surprise Party
- Titre de travail : Des rêves plein la tête[1]
- Réalisation : Roger Vadim
- Scénario : Roger Vadim
- Assistants-réalisation : Michel Campioli, Christian Fuin
- Décors : Jean-François Corneille
- Costumes : Sylviane Combes
- Photographie : Georges Barsky
- Son : Alain Sempé
- Montage : Raymond Lewin
- Musique : Michel Magne, Sergio Renucci
- Directeurs de production : Gérard Adeline, Georges Glass
- Régisseur Adj : James Megis
- Producteurs délégués : Dany Cohen, Georges Glass, Yvon Guézel
- Sociétés de production : Cinéthèque (France), Uranium Films (France)
- Sociétés de distribution : Prodis (distributeur d’origine, France), Les Distributeurs Associés (France)
- Pays de production :  France
- Langue de tournage : français
- Période de prises de vue : 21 octobre au 17 décembre 1982
- Format : couleur — 35 mm — son monophonique
- Genre : comédie dramatique
- Durée : 101 minutes
- Date de sortie : France 20 avril 1983
- (fr) Classification CNC : tous publics (visa d'exploitation no 56517 délivré le 21 mars 1983)

## Distribution
- Caroline Cellier : Lisa Bourget
- Philippine Leroy-Beaulieu : Anne Lambert
- Christian Vadim : Christian Bourget
- Charlotte Walior : Marie-Jo Le Kellec
- Michel Duchaussoy : François Lambert
- Mylène Demongeot : Geneviève Lambert
- Robert Hossein : André Auerbach
- Maurice Ronet : Georges Levesques
- Pascale Roberts : Madame Gisèle
- Elfie Astier : Claudie Lambert
- Yves Barsacq : le brigadier
- Charly Chemouny : David Auerbach
- Michel Godin : Marco
- François Perrot : Armando
- Yves Vincent : Monsieur Bazin

## Autour du film
- Tournage extérieur : Indre-et-Loire, scènes dans l'auberge près de Montfort-L'Amaury (Yvelines)[2].
- Mylène Demongeot[2] : « Je lis le scénario qui me déçoit. Gentillet, sans plus. Une bluette ! […] Je le trouve singulièrement démodé, mais je dis oui. Pour Vadim, pour Duchaussoy. Dès les premiers essayages de costumes, je vois bien que quelque chose ne va pas ! Tout est moyen et, pour un metteur en scène comme lui, ce n'est pas pensable. Lors de ma première journée de tournage, je tombe de haut. Mes craintes se révèlent justifiées. C'est un petit film. Avec un tout petit budget. Et où est passée sa fameuse équipe, sa talentueuse équipe, celle qui l'a aidé à atteindre une notoriété immense pendant des années ? Vadim arrive en retard sur le tournage et lorsqu'il nous dirige, il a un air détaché, ailleurs, indifférent, comme s'il se foutait de tout. Plus de Jean André, plus d'Armand Thirard, plus de Suzanne Durrenberger, plus de Claude Renoir. Le monde a évolué, changé. Vadim n'a pas suivi. Aujourd'hui, dans le film que nous sommes en train de tourner, il n'y a personne pour l'épauler. Je regarde autour de moi, déçue. Les jeunes acteurs sont charmants, Caroline Cellier épatante. Il faut tourner vite, très vite ! Trop vite ! Je regarde Vadim travailler, désabusée. Je le vois faire comme si, mais je ne peux constater qu'il a baissé les bras, il ne lutte pas. Sans son équipe protectrice, n'ayant plus personne sur qui s'appuyer, il me semble paumé et malheureux. »